# Bordj Menaïel
Bordj Menaïel (em árabe: برج منايل) é uma cidade e comuna localizada na província de Boumerdès, Argélia. Segundo o censo de 2008, a população total da cidade era de 64 820 habitantes.